# Gare de Voiron
Pour les articles homonymes, voir Voiron (homonymie).
La gare de Voiron est une gare ferroviaire française de la ligne de Lyon-Perrache à Marseille-Saint-Charles (via Grenoble), située sur le territoire de la commune de Voiron, dans le département de l'Isère, en région Auvergne-Rhône-Alpes.
Elle a été mise en service en 1857 par la Compagnie du chemin de fer de Saint-Rambert à Grenoble.
C'est une gare voyageurs de la Société nationale des chemins de fer français (SNCF) desservie par des trains TER Auvergne-Rhône-Alpes.

## Situation ferroviaire
Établie à 290 mètres d'altitude, la gare de Voiron est située au point kilométrique (PK) 105,216 de la ligne de Lyon-Perrache à Marseille-Saint-Charles (via Grenoble), entre les gares ouvertes de Réaumont - Saint-Cassien et de Moirans. En direction de Moirans, s'intercale la gare fermée de Saint-Jean-de-Moirans.

## Histoire

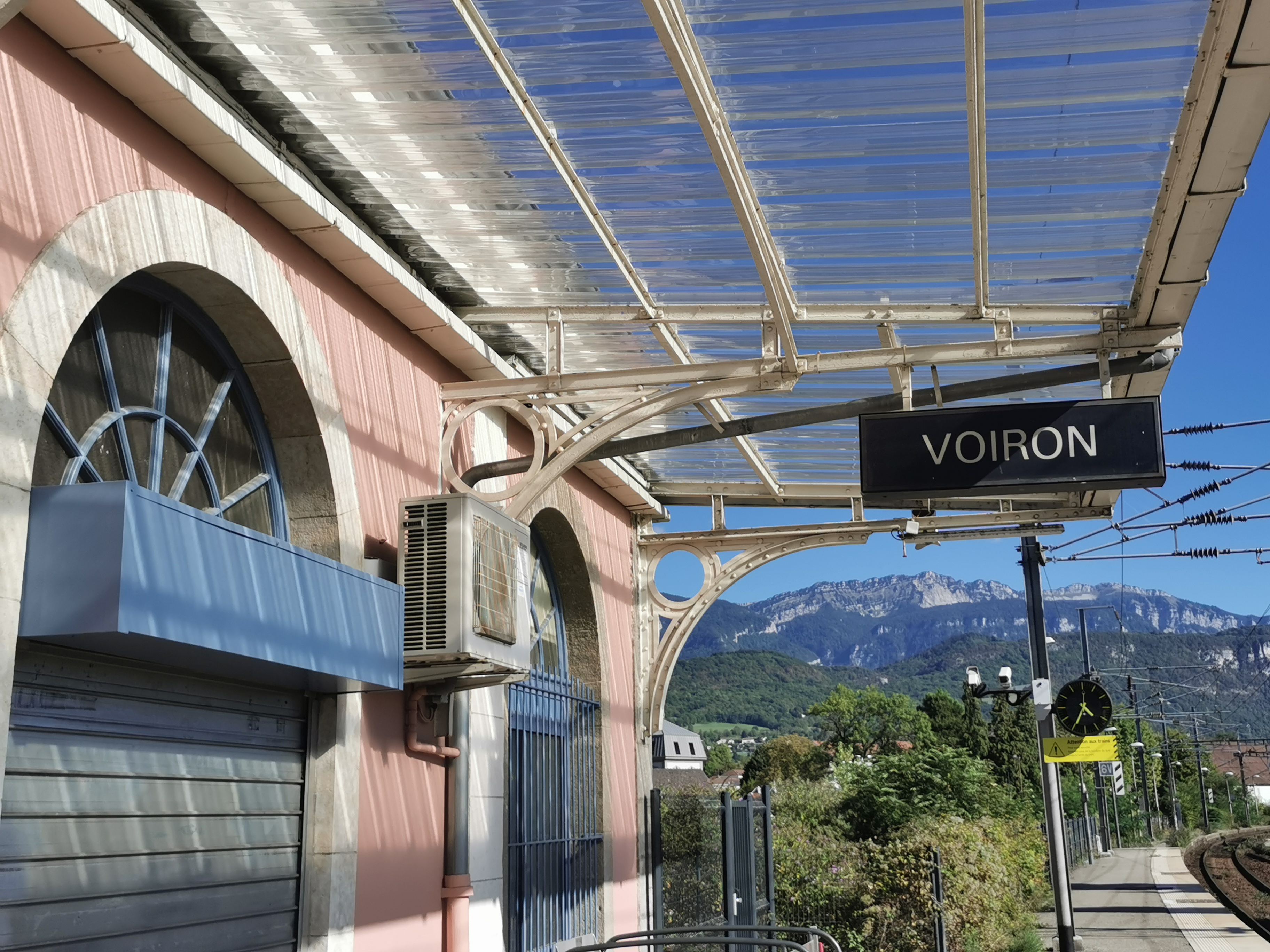
Vue de la quai nord de la gare de Voiron

La gare de Voiron est mise en service le 10 juillet 1857 par la Compagnie du chemin de fer de Saint-Rambert à Grenoble, lorsqu'elle ouvre à l'exploitation la deuxième section de sa ligne, entre Rives et le pont de Piquepierre à Grenoble puisque l'emplacement de la gare définitive de cette ville fortifiée n'est pas encore choisi.
Cette gare était une gare origine pour le train Voiron-Saint-Béron (VSB), arrêté en 1936, dont les voies prenaient origine voie B côté Grenoble. On peut observer encore aujourd'hui un tablier de pont qui servait à enjamber les voies principales actuelles (PLM à l'époque) qui se trouve quelques centaines de mètres après la gare de Voiron en direction de Grenoble, observable en train.
Cette gare était également la gare d'origine pour le tramway de Voiron à Charavines (CEN), qui desservait également tout un réseau de tramway du Dauphiné. Celui-ci prenait origine de l'autre côté du bâtiment de la voie B en direction de Lyon. On peut aussi observer l'ancienne plateforme de la voie qui descendait dans le centre de Voiron à partir de ce bâtiment voie B, puis passait sous la voie du PLM pour poursuivre dans le centre de Voiron.
Le 23 septembre 1988, le TGV 736 Grenoble – Paris heurte à 105 km/h un transport exceptionnel routier, transportant un transformateur électrique de 100 tonnes, bloqué sur un passage à niveau à Voiron à proximité de la gare. la direction départementale de l'équipement n’avait pas autorisé le convoi exceptionnel à passer sur ce passage à niveau. Le choc fut très violent à cause de la masse du poids lourd. L'accident fit deux morts (le conducteur du TGV et un voyageur) et 25 blessés légers parmi les voyageurs. Le TGV transportait 300 personnes. La rame 70, baptisée « Melun » fut détruite, à l’exception de la motrice 23140, qui a servi jusqu'en 2015 de motrice de réserve pour les rames PSE bicourant. Le passage à niveau en question a été supprimé et remplacé par un passage routier inférieur.
Les deux faisceaux de voies de service disposées de part et d'autre de la ligne principale permettaient le chargement d'un wagon par jour de chartreuse avec une voie reliée directement à l'arrière de la distillerie, du chargement et déchargement avec quai de transbordement pour la messagerie et les marchandises (des camions arrivaient directement à la gare afin de décharger entre autres les ouvrages de tissages des usines de Voiron directement sur le train) et du chargement et déchargement pour la fonderie en face de la chartreuse. Le faisceau a été électrifié en 1985.
Il existait une brigade voie de surveillance de la voie ferrée dans le secteur de Voiron et alentours, cette brigade a été supprimée dans les années 2000, avant cette époque on pouvait voir encore quelques wagons plats garés sur les voies de service.
Il existait un château d'eau avec une base en pierre afin d'alimenter les locomotives à vapeur, il se trouvait voie B côté Lyon, entre les voies PLM et le tramway CEN. Existait également à la place de la gare routière nord et du bâtiment (banque CIC et assurance actuel) tout une place avec voies de services, ainsi qu'un aiguillage voie A côté Lyon et un bâtiment fermé au bout, sans doute pour permettre le garage d'une locomotive vapeur de réserve ou un locotracteur par la suite. Sur les photos aérienne on distingue plusieurs emplacement pour charbons ou matériaux inertes, et une voie de service passait devant le bâtiment principal de la gare côté rue. Pour l'entrée sur faisceau de voie de service côté chartreuse, il existait une double aiguille nord et sud.
Cette gare a été rallongée sur ses ailes de gauche et droite, sans doute pour répondre à l'affluence des voyageurs et à l'activité croissante de la gare. On peut donc observer que des arches en pierre ont été créées pour supporter chaque ouverture de porte donnant sur l'extérieur du bâtiment, et qu'une première colonne de pierre est visible, représentant l'angle extérieur du mur d'origine. Par la suite, les ailes droite et gauche ont été allongées et des arches ont été copiées, mais pas en pierre. On observe également que les supports métalliques qui supportent la marquise ont été copiés pour rallonger le bâtiment, copie très proche des supports d'origine cette fois.
On peut constater également côté quai A sur le bâtiment principal la présence comme normalement sur chaque gare de l'altitude du bâtiment. La pierre qui a été taillée pour marquer cette altitude a été partiellement masquée pour la création du souterrain de la gare, à une date inconnue (sans doute 1980). Avant cela on utilisait un platelage en bois pour la traversée d'une voie à une autre.
En 2008, et depuis cette date, plus aucun train n'a pénétré sur les voies de service car la totalité de l'aiguille côté fonderie a été déposée à une date précédente, vers 2003, et le faisceau de voie côté chartreuse en partie mis sous le sable pour permettre le garage des voitures pour la construction d'un nouveau parking. Le cœur de l'aiguille côté chartreuse a également été déposé. Les sections électrifiées ont été mises à la terre. Ne subsiste en état de fonctionnement que l'aiguillage de communication V1/V2 afin de garder la possibilité de faire circuler les trains en voie unique temporaire (VUT) en cas de grosse avarie sur une des voies, la ligne reliant Moirans à Saint-André-le-Gaz n'étant pas équipée d'IPCS (installation permanente de contre-sens, permettant la circulation en sens contraire des trains sans manipulations par un agent sur le terrain).
En 2011, à la suite de nombreuses restructurations en personnel dans la région, le dernier poste de sécurité présent en journée disparaît. C'est la fin des départs des trains par le chef de gare. Au mois de mai, la fin des travaux a eu lieu afin de transformer l'accès de la gare avec un nouveau parking, la mise en place d'une consigne à vélo et la surélévation des quais.
L'ancienne halle de la Sernam est détruite le vendredi 15 avril 2016. Cette halle était constituée de plusieurs parties visiblement rajoutées au fur et à mesure des besoins en espace pour le tri de la messagerie. Sa structure en poteau poutre était plutôt légère et on peut voir encore aujourd'hui sur le grand socle en pierre qui supportait ce bâtiment un emplacement pour une balance afin de peser les malles et autres petites marchandises. On peut également voir encore aujourd'hui les anciens socles en bois qui constituaient des seuils de porte pour les chargements/déchargements des camions.
En 2017, la toiture de la gare a été refaite.
En 2019, les voies de service côté chartreuse ont été entièrement arrachées et les caténaires déposées pour agrandir le parking jusqu'au fond, mais le socle en pierre a été conservé.
En 2020, les murs extérieurs ont été hydro-sablés afin de refaire une peinture et de récupérer à l'état d'origine les pierres formant des arches et des piliers autour des portes et fenêtres extérieures. Cette technique a permis de restaurer les murs extérieurs et de mettre au jour la différence entre les pierres d'origine du bâtiment au centre et les pierres "copiées" en béton pour l'extension de part et d'autre du bâtiment.
En décembre 2024 les voies de services constituant le faisceau côté fonderie ont été définitivement arrachées, pour ce qu'il en restait, pour créer une plateforme plane pour un futur parking.

## Service des voyageurs

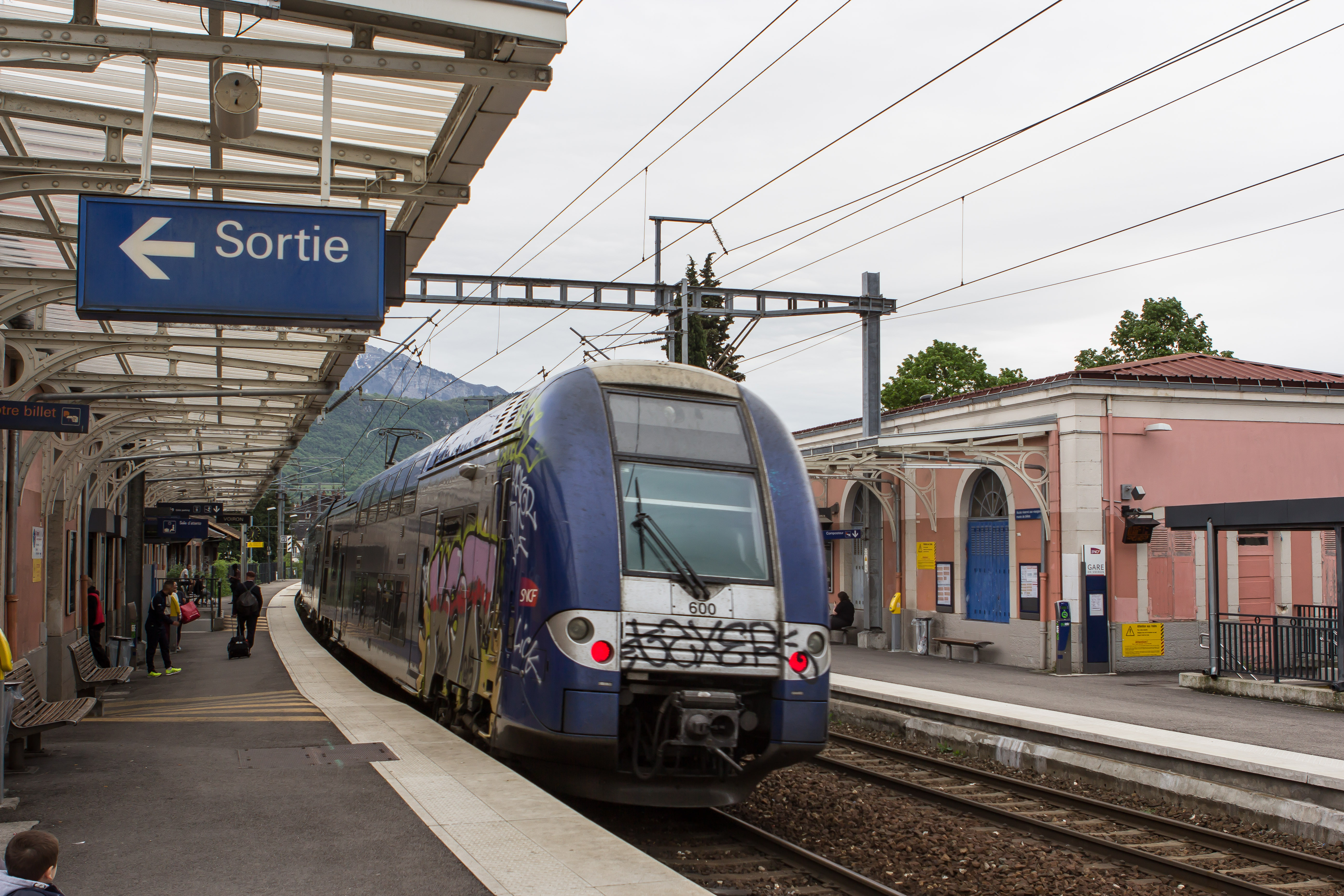
Une rame TER 2N NG, assurant la liaison TER Lyon - Grenoble, quittant la gare de Voiron.

### Accueil
Gare SNCF, elle dispose d'un bâtiment voyageurs, avec guichet salle d'attente et toilettes, ouvert tous les jours, avec guichets. Elle est équipée d'automates pour l'achat de titres de transport. C'est une gare « Accès  plus » avec des aménagements, équipements et services pour les personnes à la mobilité réduite. Elle abrite également un restaurant - sandwicherie, et un service de location de voiture.

### Desserte
Voiron est desservie par des trains TER Auvergne-Rhône-Alpes des relations de :
- Saint-André-le-Gaz à Grenoble-Universités-Gières (prolongés parfois jusqu'à Chambéry - Challes-les-Eaux),
- Grenoble à Lyon-Part-Dieu.

Cette gare est desservie par les navettes TER Auvergne-Rhône-Alpes Rives - Réaumont - Voiron - Moirans - Voreppe - Grenoble - Échirolles - Grenoble-Universités-Gières, cadencées aux 20 minutes en heures de pointe du lundi au vendredi (services réduits les samedis, dimanches et fêtes).

### Intermodalité
Un parc pour les vélos (consignes individuelles en libre accès) et un parking pour les véhicules y sont aménagés.
Elle est desservie par des bus du réseau des Transports du Pays voironnais (lignes 1 à 4 et lignes périurbaines) et par des autocars Cars Région Express et Cars Région Isère.

Installations de la gare
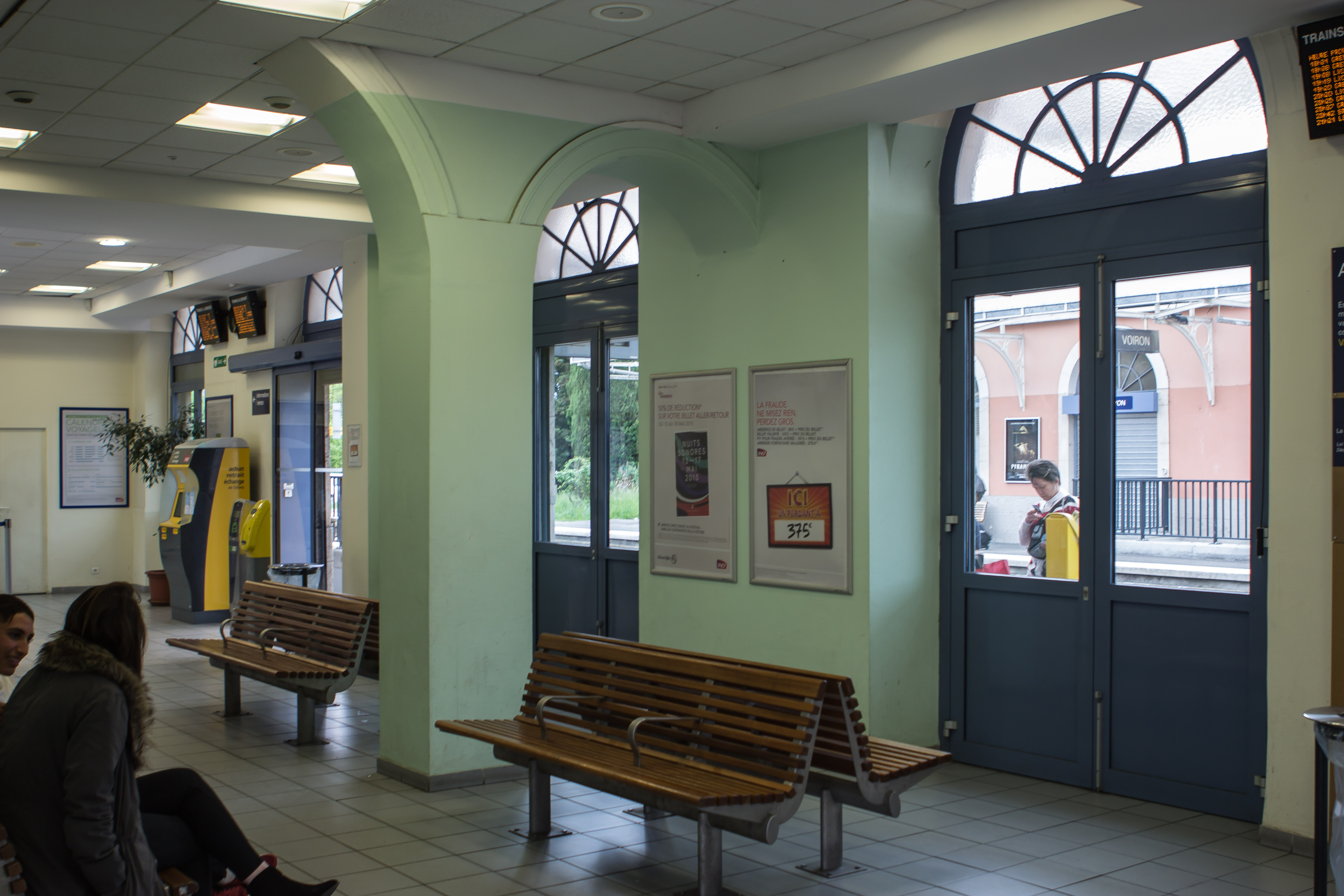
Salle d'attente.
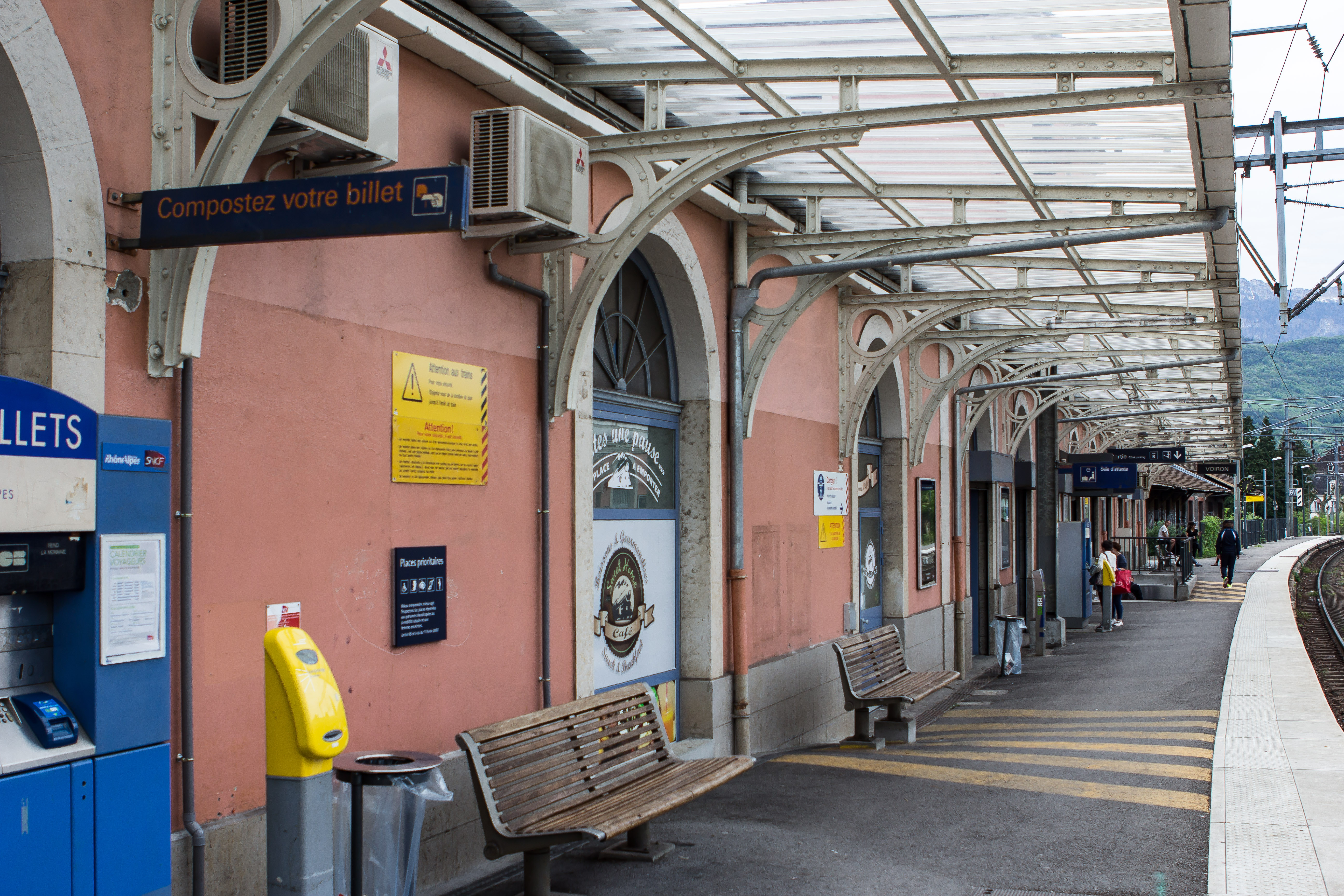
Quai et automates.
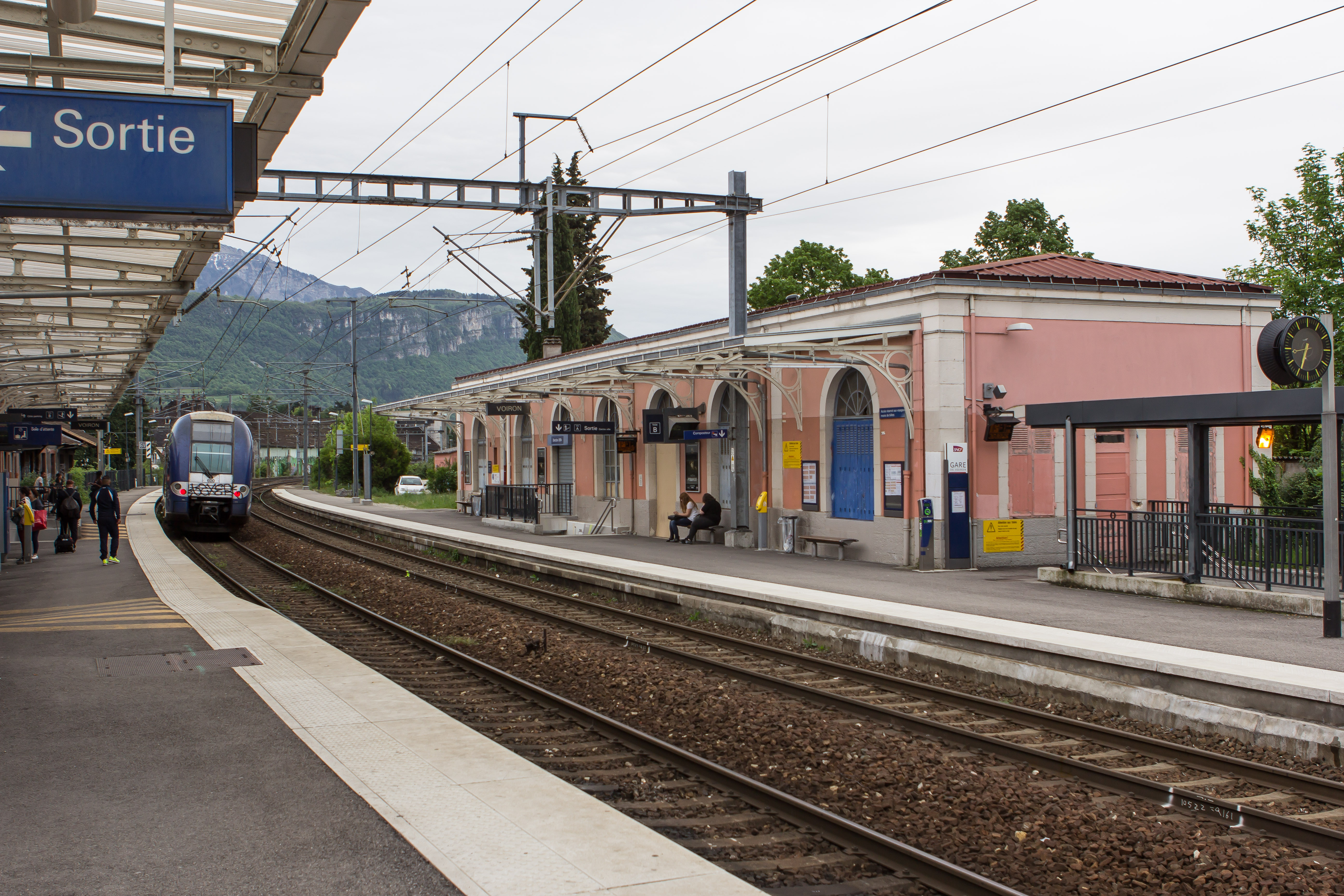
Voies et quais.